# 남치공
남치공(南致恭, ? ~ 1497년)은 조선 전기의 무신이다. 본관은 영양(英陽)이다. 세조의 왕권 찬탈에 반발하여 낙향했으며,  세조가 주는 벼슬을 모두 거절하였다.
남홍보(南洪甫)의 8대손으로 증조부는 고려 말 기철(奇轍), 권겸(權謙) 등의 역모를 토벌하고 공민왕 때 전리판서(典理判書)를 역임한 남휘주(南暉珠)이고, 할아버지는 고려 말 위위소윤(衛尉少尹)을 지내고 조선 건국 후 평해군사(平海郡事)를 지낸 남민생(南敏生)이며, 아버지는 병조참판, 회령도호부사, 명나라 주문사(奏聞使) 등을 역임한 남우량(南佑良)이다. 
용양위부사직을 거쳐 사정(司正)으로 재직 중 세조의 왕위 찬탈에 반발하여 안동으로 낙향했다. 이후 세조가 주는 벼슬을 모두 거절하였다. 서부주부(西部主簿), 공조좌랑에 임명됐지만 모두 거절하고 부임하지 않았다. 1478년(성종 9) 현감 이증(李增) 별시위 권숙형(權叔衡), 권곤 등 안동 지역의 선비 13명이 결성한 우향계(友鄕契)에 일가 남치정(南致晶), 남경신(南敬身)과 남경인(南敬仁) 등과 함께 가입, 참여하였다. 그는 세조의 찬탈을 미워하여 죽은 뒤 자신의 비석에 군직만 적을 것을 유언했다 한다. 1497년(연산군 3) 사망했다.

## 가족 관계
- 조부 : 남민생(南敏生)
- 아버지 : 남우량(南佑良)
- 아들 : 남의원(南義元), 음군수(蔭郡守)

## 참고 문헌
- 嶠南誌
- 權文海, 大東韻玉
- 英陽南氏世譜
- 南譜 4권

## 관련 서적
- 안동민속박물관, <안동의 계(1, 2)> (안동민속박물관, 2006)
- 이수건, <嶺南士林派의 形性>, (영남대 민족문화연구소. 1980)
- 한국정신문화연구원, <고문서집성> (한국정신문화연구원, 2000)

## 같이 보기
- 우향계
- 권숙형
- 남휘주